# Anciens faubourgs de Reims
Au XVIIIe siècle, la ville de Reims comptait cinq faubourgs qui avaient leurs activités particulières.

## Histoire
Hors époque romaine, Reims se dote d’une première enceinte au cours du IVe siècle. Elle n’inclue pas le bourg Saint-Remi.
En 1209, une charte de Philippe Auguste contraint la ville à se doter d'une nouvelle enceinte. Elle mettra de nombreuses années avant d’être finalisée.
Au XIIe siècle, les bourgs Céres et de Vesle se forment spontanément au-delà des portes Porte Cérès et de Soissons (ou Porte de Vesle) de ce qui deviendra la deuxième enceinte de Reims.
Ces bourgs seront détruits pour renforcer la protection de Reims pendant la guerre avec les anglais.
Après la construction de la deuxième enceinte, qui ne fut réellement achevée à la hâte en qu’en septembre 1358, quelques mois seulement, avant qu’Edouard III n’assiégea la ville.
Reims restera plusieurs siècles à l’intérieur de cette deuxième enceinte compte tenu de la disponibilité de terrain, d’une population contenue voire réduite par la peste ou les guerres intérieures et extérieures. Seuls quelques développements, en dehors de l’enceinte, se feront à nouveau côté porte Céres.
Ce n’est qu’à partir du XIXème siècle que Reims connait une forte croissance industrielle.
L’essor de l’industrie textile entraîna le débordement de la ville.
L’extension de la ville se fera d’abord sous l’appellation de faubourg, soit littéralement en dehors des murs de la deuxième enceinte.
La destruction de cette enceinte ne commencera qu’en 1842.

## Galerie
Plan de la Ville de Reims:

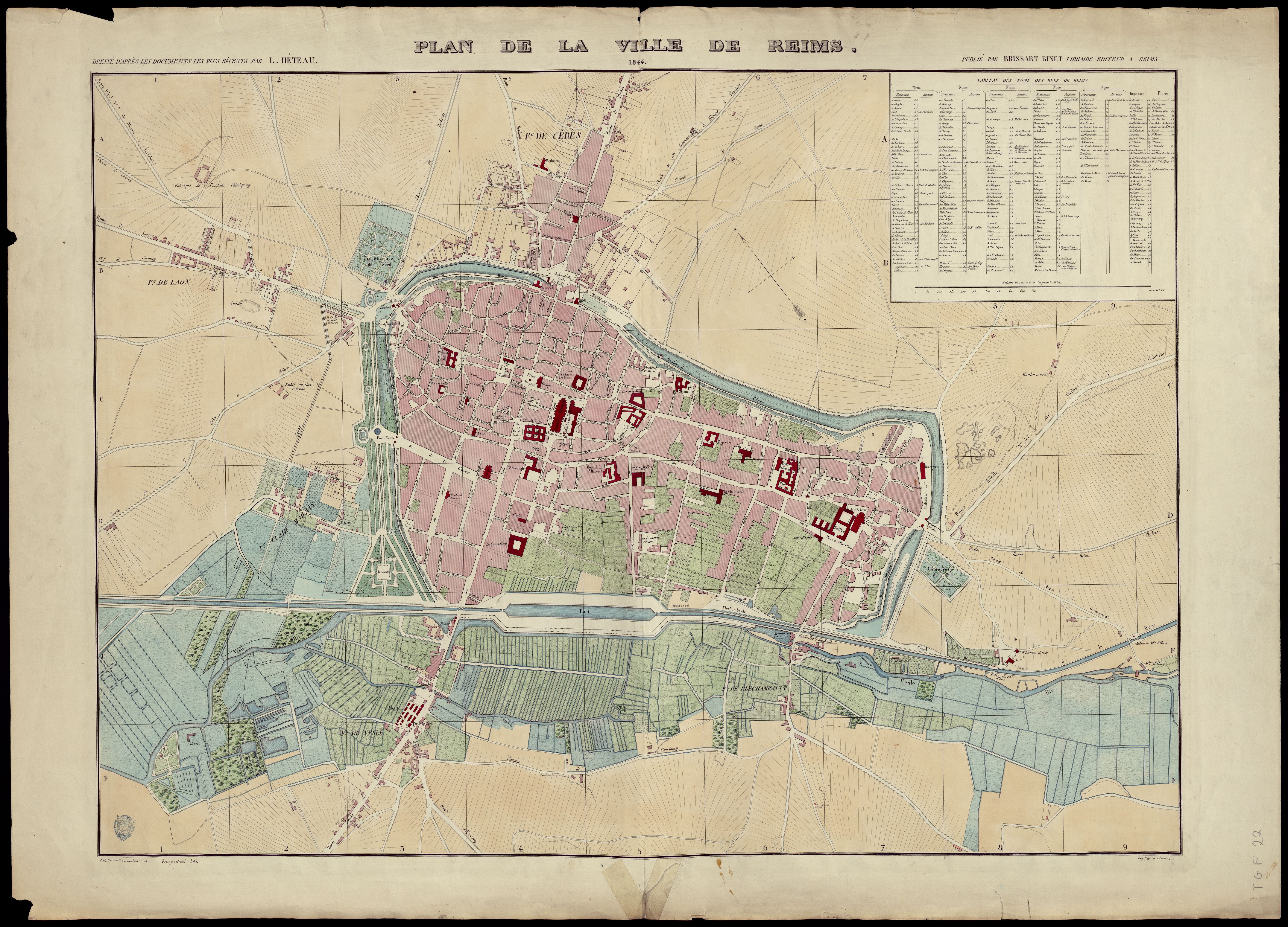
Plan de Reims 1844.
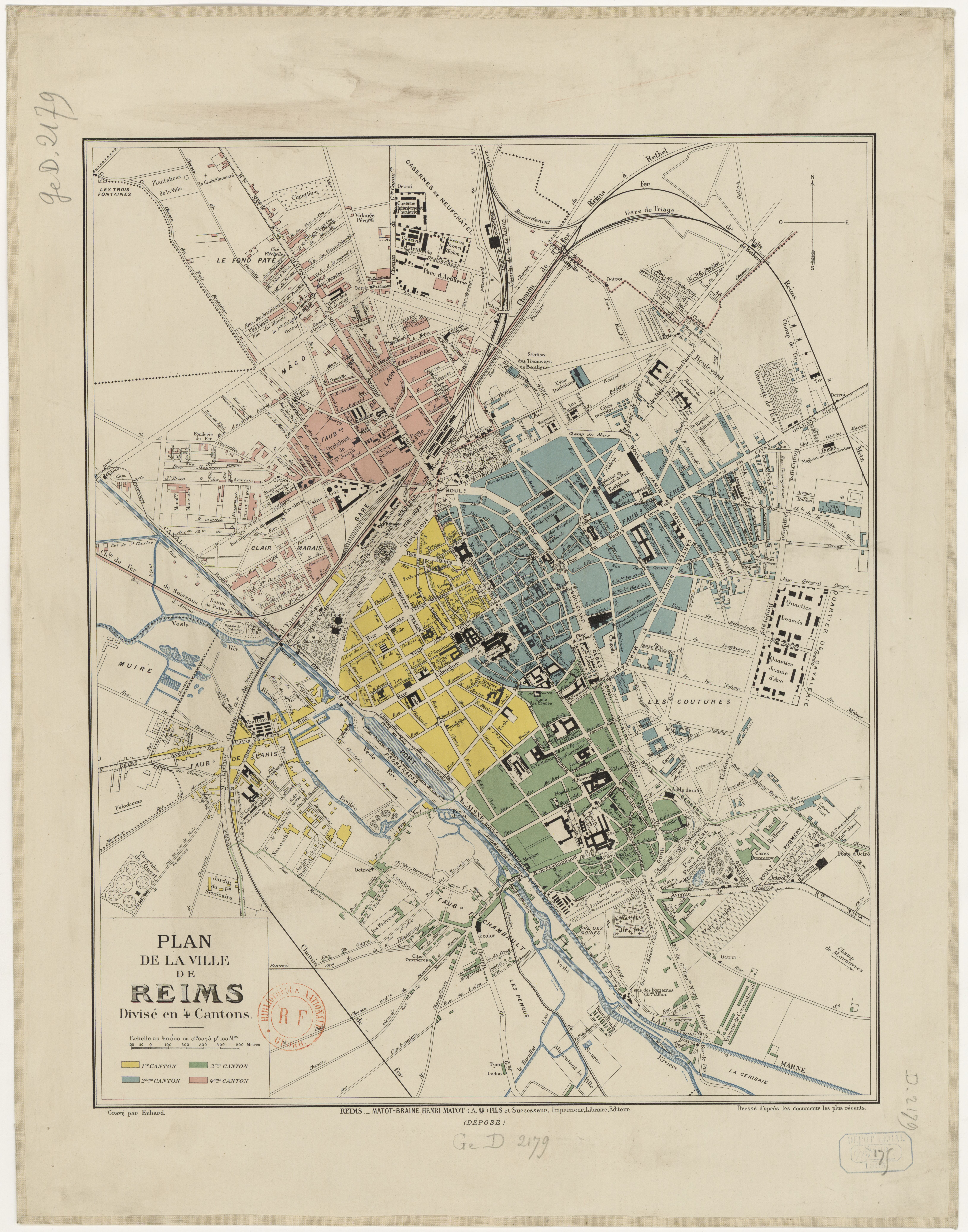
Plan de Reims en 1885.
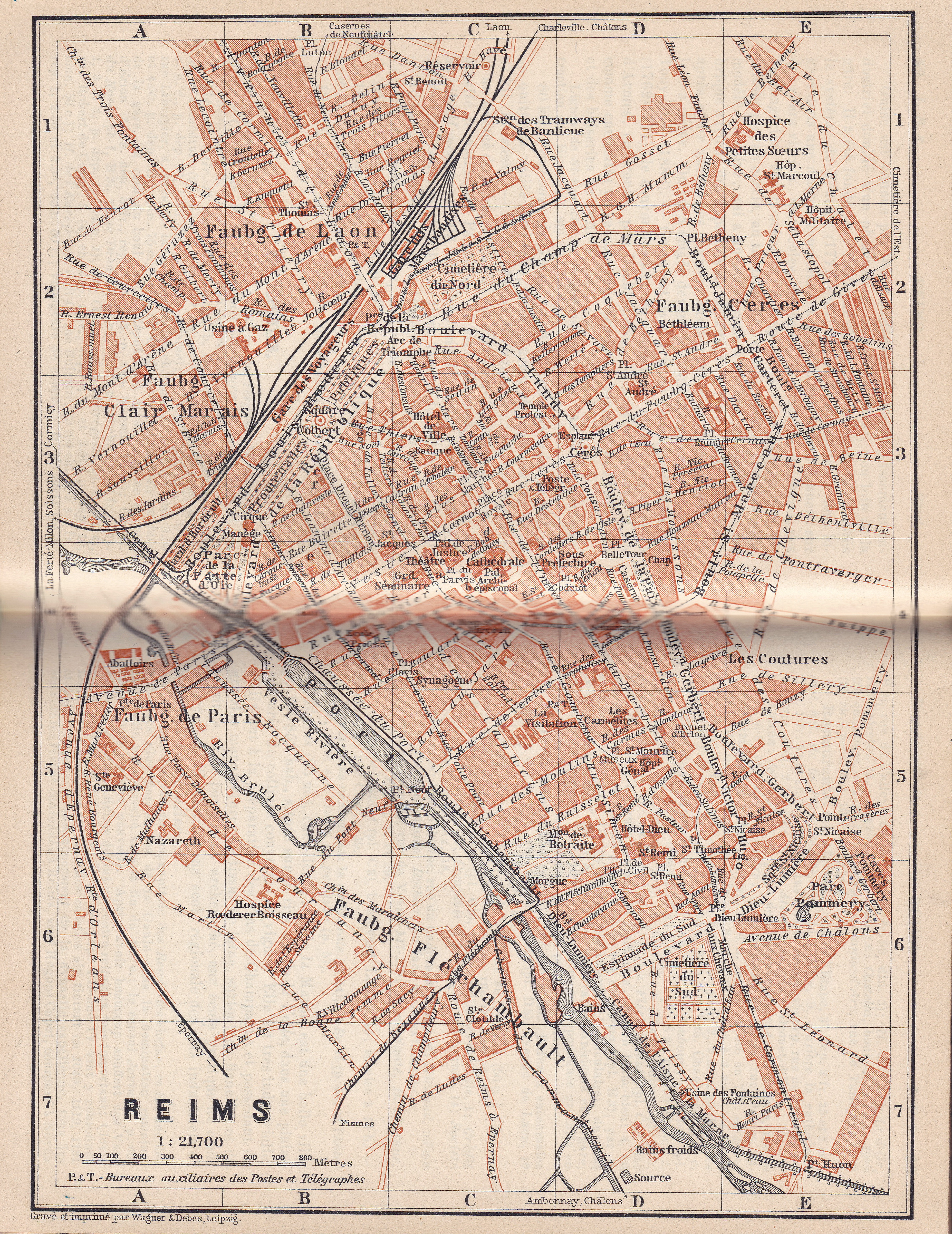
Plan de Reims 1908.

## Faubourg Céres
Il doit son nom à la Porte Céres à Reims ou Porte de Trèves car cette route donnait accès à cette ville rhénane.
Le faubourg Céres est rasé une première fois en 1358 avant le siège de Reims par le roi Edouart III d’Angleterre qui voulait se faire sacrer Roi de France à Reims.
Le faubourg Cérès change de nom en 1921 et devient  Avenue Jean-Jaurès.

## Faubourg Fléchambault ou Saint-Anne
Le Faubourg de Fléchambault tient son nom de la porte Fléchambault (ou Frichembaut) des Remparts de Reims. Le quartier appelé Faubourg de Fléchambault jusqu'au début du 20e siècle s’est agrandi pour constituer le quartier Saint-Anne.
Historiquement, le faubourg Fléchambault était un quartier de maraîchers puis d’ouvriers pour les usines installées en bord de Vesle.

## Faubourg de Paris ou  de Vesle
Le faubourg de Vesle, il doit son nom à la Porte de Vesle de la 2eme enceinte.
Il est aussi nommé Faubourg de Paris. Il doit ce nom à la porte de Paris qui avait remplacée, en 1776, la Porte de Vesle de la 2eme enceinte.
C’est par cette porte que le futur roi de France entrait dans la ville de Reims. La remise symbolique des clés de la ville était faite à la Porte de Vesle avec des variantes du protocole au fil du temps.

## Faubourg de Clairmarais
Selon les époques et les historiens, le périmètre du faubourg, s’est orthographié de différentes façons. On a pu donc trouver, Clémaré, Clair Marais avant d’être le Clairmarais d’aujourd’hui.
Au XVIe siècle, la partie des marais le long de la deuxième enceinte a été asséchée et convertie en jardin.
Alors que l’industrie textile s’était développée intra-muros, souvent dans les anciens domaines religieux vendus pendant la révolution, l’industrie se développe dans le secteur de Clairmarais. Il se délimite par les promenades, l’avenue de Laon, le boulevard Charles Arnould, Saint-Brice-Courcelles et la Vesles.

## Faubourg de Laon
Le développement du réseau de chemin de fer autour de Reims, attire un nombre important d’ouvriers qui vont se concentrer dans les faubourgs de Laon et de Vesle.